# Stathmopoda dracaenopa
Stathmopoda dracaenopa is een vlinder uit de familie Stathmopodidae. De wetenschappelijke naam van de soort is voor het eerst geldig gepubliceerd in 1933 door Meyrick.